# Xanthorhoe modestaria
Xanthorhoe modestaria är en fjärilsart som beskrevs av Nicolas Grigorevich Erschoff 1870. Xanthorhoe modestaria ingår i släktet Xanthorhoe och familjen mätare. Inga underarter finns listade i Catalogue of Life.